# Эрагон (персонаж)
Эраго́н (англ. Eragon) — главный герой тетралогии Кристофера Паолини «Наследие».

## Эрагон в книге «Эрагон»
Пятнадцатилетний подросток-сирота живёт у дяди Гэрроу вместе с братом Рораном в деревне Карвахолл на задворках империи короля Гальбаторикса. Его мать — Селена появилась в селении перед родами, а родив Эрагона, ушла, оставив его у родных, сказав что так будет лучше для всех.
Однажды, во время одной из охот в горах Спайна в руки Эрагона попадает загадочный синий камень необычной формы, который на самом деле был яйцом дракона. На ярмарке Эрагон и его дядя узнают, что камень чрезвычайно твердый и что его вряд ли кто-то купит. О камне забывают, однако в одну ночь из яйца вылупляется дракониха Сапфира и Эрагон прячет её в лесу. Когда в деревне появляются раззаки, ищущие камень и того, кто его нашел, Эрагон бежит из дома, а когда возвращается, то находит свой дом разрушенным и сожженным, а дядю при смерти.
После смерти дяди Эрагон начал погоню за его убийцами вместе с Бромом — Всадником, потерявшего своего дракона в бою с предателем Морзаном. Во время погони Эрагон учился магии и общению с драконом при помощи телепатической связи. Во время поисков их берут в плен раззаки, но пленников освобождает Муртаг. Во время освобождения один из раззаков кидает кинжал в Эрагона, но Бром заслонил Эрагона собой и получает смертельную рану.
Муртаг не говорил ничего о своём прошлом, объясняя, что у него свои причины ненавидеть империю и Гальбаторикса. После смерти Брома и освобождения эльфийской девушки Арьи от шейда Дурзы, которая перевозила яйцо от Варденов к эльфам и обратно, и была пленена, присоединился к повстанцам варденам.
Во время битве при Фартхен Дуре Эрагон победил шейда Дурзу, поразив его в сердце. Во время схватки с шейдом получил ужасную рану спины.

## Эрагон в книге «Эрагон. Возвращение»
После непродолжительного лечения Эрагон едет в столицу эльфов, чтобы продолжить обучение в магии к загадочному мудрецу, призвавшему его мысленно. Этот мудрец во время этого разговора называет себя «изувеченный, но целостный». Им оказывается последний выживший из Ордена Всадников эльф Оромис, израненный пытками имперских тюрем и считавшийся умершим. Его дракон Глаэдр тоже несёт неизлечимые раны. Эрагон и Сапфира постигают под их руководством азы магии эльфов.
У Эрагона появляются чувства к принцессе эльфов Арье, которую он в первой книге спас, но она не отвечает ему взаимностью из-за разницы в возрасте (Арье чуть больше ста лет, что у эльфов равно младенчеству) и разницы социального положения.
В конце книги, когда шла Битва на Пылающих Равнинах, Эрагон дрался с Муртагом и проиграл. Муртаг сказал Эрагону, что он — сын Морзана, предавшего Всадников и пощадил своего младшего брата и не стал ни убивать, ни брать в плен. Однако, он забрал себе меч Заррок, комментируя это тем, что он — старший сын Морзана и меч его по праву.

## Эрагон в книге «Эрагон. Брисингр»
Эрагон и Роран спасают возлюбленную последнего — Катрину от раззаков, убежище которых находилось в горе Хелнгринд.
Эрагон выясняет, что он и Муртаг — лишь братья по матери и настоящим отцом Эрагона является Бром, сказочник Карвахолла и Всадник.
В течение всей книги Эрагон, лишившись Заррока, ищет себе подходящий меч, использовав разное оружие, но ни одно ему не подходит. Когда Эрагон прилетел в Эллесмеру для продолжения своего обучения, он пришёл к кузнецу, который делал мечи для Всадников. Рюнёна рассказывает Эрагону про Сверкающую Сталь — прочный металл, из которого сделаны все мечи Всадников. Эрагон вспоминает слова Солембума об оружии под деревом, которое дает Эрагону руду, которую хватит на семь мечей. Рюнёна расспрашивает Эрагона о том, как он предпочитает сражаться и что бы предпочёл, после чего они начинают делать оружие. Этот меч получает имя «Брисингр», и когда Эрагон называет это имя меч загорается синим пламенем. Оромис — Всадник, учитель Эрагона погибает в бою с Муртагом и его драконом.

## Эрагон в книге «Эрагон. Наследие»
Эрагон спасает Рорана от падающей стены.
Вскоре участвует в осаде Белатоны и Драс-Леоны. В Драс-Леоне он сражается и прогоняет Муртага и Торна.
Перед осадой Урубаена летит на остров Врёнгард, открывает Склеп Душ и овладевает 136 Элдунари (драконьи сердца, дающие их обладателю огромную силу; большим количеством таких сердец обладает Гальбаторикс). И также узнает, что было спасено 243 драконьих яйца и 26 из них предназначены для Всадников.
В Урубаене он вместе с Сапфирой, Арьей, Эльвой и эльфами, под началом Блёдхгарма, попадает во дворец короля, через туннель с ловушками, который они успешно минуют, и добираются до тронного зала. Сначала в зале Гальбаторикса происходит бой с Муртагом — Эрагон ранит его в живот, а затем с королём, которого Эрагон убивает с помощью особого заклятия. Шрюкна, королевского дракона, убивает Арья, с помощью Торна (дракона Муртага) и Сапфиры.
После смерти тирана Эрагон отправляется за пределы Алагейзии, где будет обучать новых Всадников.

## Прозвища
Разные персонажи тетралогии по-разному называют Эрагона. Среди его прозвищ:
- Губитель Шейдов — за убийство Дурзы
- Аргетлам — из-за «гёдвей ингнасия» (означает серебряная рука)
- Ничейный Сын — из-за того, что долгое время имя его отца было неизвестно.
- Огненный Меч — прозвище, данное ургалами из-за цвета первого меча Эрагона.
- Кнурлхайм — каменная голова — Эрагон сильно напился и Орик не мог его разбудить.
- Убийца королей — за убийство Гальбаторикса.
- Проклятье Раззаков — за убийство всех раззаков.